# La Medicina Valenciana
La Medicina Valenciana - Diari mensual de Medicina i Cirurgia, va ser una publicació mèdica valenciana, fundada per Miquel Orellano i Iranzo i per Josep Viciano i Carbonell, que es va publicar entre el gener de 1901 i el 1924; els números apareguts cada any natural s'agrupaven en toms. El 1903 mor Miquel Orellano, i passa a ser el seu propietari Ramon Gómez i Ferrer.
La revista inicialment consta de les seccions següents: 
- Treballs originals
- Notes clíniques
- Revista de la premsa
- Aforismes
- Notícies

Al final de cada volum hi ha un índex d'autors i un de matèries.
Posteriorment s'afegeix la secció de:
- Bibliografia, que comprén cites d'obres, fulletons, monografies o tesis, el Butlletí de la Reial Acadèmia de Cirurgia de València
- Polybiblion mèdic de La Medicina Valenciana.[a]